# Palazzo Bongiorno
Il Palazzo Bongiorno, poi Li Destri, è un edificio del secolo XVIII, sito nel centro di Gangi (città metropolitana di Palermo), tra il Corso Umberto a nord e la Salita Matrice a sud, nei pressi della Piazza del Popolo.
Il palazzo venne edificato per volontà del barone Francesco Benedetto Bongiorno, a partire dai primi anni '40 del Settecento.

## Storia
Ruggiero Di Castiglione scrive che nella seconda metà del Settecento, numerosi liberi muratori erano attivi in centri e consessi siciliani, tra cui l'Accademia degli Industriosi di Gangi, fondata dal barone Francesco Benedetto Bongiorno, la quale si riuniva proprio a Palazzo Bongiorno. Nel primo giorno di ciascun mese (fatta eccezione per i periodi di ferie e di villeggiatura), gli accademici industriosi (con a capo Gandolfo Felice Bongiorno, principe dell'Accademia, protetti dall'arcivescovo giansenista di Messina Gabriello Maria Di Blasi) svolgevano la loro propaganda filogiansenistica (mediante accademie aperte a tutta la cittadinanza), in base a un calendario liturgico accademico (pubblicato in Rime degli Accademici Industriosi del 1769). Giuseppe Fedele Vitale era segretario dell'Accademia degli Industriosi di Gangi, accademico etneo sin dai tempi dei suoi studi in medicina a Catania, oltre che accademico ereino, del buongusto e arcade. L'Accademia dei Pastori Etnei era un noto centro di reclutamento di massoni e di divulgazione del pensiero latomico, e cioè massonico, che si riuniva a Catania, presso il palazzo nobiliare del "fratello" Ignazio Paternò Castello che l'aveva fondata. Si trattava della casa frequentata da Giuseppe Fedele Vitale, durante il suo soggiorno a Catania. Le finalità e il linguaggio massonico sono ben presenti a Palazzo Bongiorno.
La decorazione del piano nobile del palazzo venne affidata al pittore romano Gaspare Fumagalli (aiutato da Pietro Martorana), attivo a Palermo intorno alla metà del XVIII secolo, che realizzò gli affreschi fra il 1756 e il 1759. Come risulta da un documento notarile dell'epoca, fu lo stesso barone Francesco Benedetto Bongiorno a concertare con Fumagalli le icone dei dipinti degli affreschi. Il palazzo divenne sede della “Accademia degli Industriosi" di Gangi (Accademia Enguina), derivata dall'Accademia degli Sprovveduti dopo il 1748 e prima del 1758, anno di pubblicazione a stampa, a Palermo, della prima opera degli Accademici Industriosi, scritta In lode di Monsignor Fra D. Tommaso Moncada, de' principi di Calvaruso, arcivescovo di Messina e protettore forestiero dell'accademia gangitana. Il principe di Calvaruso risulta essere stato maestro venerabile della loggia Moncada (così chiamata proprio in onore della famiglia Moncada dei principi di Calvaruso), fondata a Napoli dal principe Raimondo di Sangro (primo sorvegliante Larnage), che contava al pie' di lista una trentina di fratelli, militari, sacerdoti, frati e negozianti stranieri, alcuni dei quali designati come calvinisti, e cioè eretici.
L'Accademia degli Industriosi di Gangi, che era Colonia dell'Accademia del Buon Gusto di Palermo (lo divenne nel 1756) e dell'Arcadia (a far data dal mese del dicembre del 1771), aveva per corpo dell'Impresa un Oriuolo col motto Ex pondere motus. Di tale impresa, prima ancora che fosse adottata dall'Accademia degli Industriosi di Gangi e dai Bongiorno, aveva scritto Domenico Bouhours, nella sua opera Trattenimenti di Aristo ed Egidio, opera scritta in francese, più volte ripubblicata e poi tradotta in italiano. Nel Trattenimento V, Le Imprese, a p. 374, Bouhours aveva scritto "Un Oriuolo a ruote, con queste parole, Ex pondere motus, significa che l'amore è il peso che dà il moto all'anima". Bouhours era noto in Italia, e in Sicilia, per la polemica con l'Orsi che riguardava il confronto tra la tradizione letteraria francese e quella italiana, con particolare riguardo ai Canoni d'Arcadia (Muratori, Maffei, Lemene, Ceva, Quadrio). Gandolfo Felice Bongiorno, nel suo discorso Ai Savj Lettori, in Rime degli Accademici Industriosi del 1769, faceva espressamente riferimento alla questione del canone dei Sonetti a Corona (intessuti come una specie di Catena d'Unione massonica), citando espressamente il Crescimbeni (uno dei padri fondatori dell'Arcadia), il Ceva, il Quadrio, l'Andrucci (pseudonimo utilizzato dal Quadrio), mostrando, così facendo, di essere perfettamente a conoscenza della polemica tra letterati italiani e "oltremontani letterati", e cioè francesi. In quello stesso discorso, a p. IV, Bongiorno citava, in modo esteso ed espressamente, a proposito di premj (Corone di Sonetti) e di uomini da premiare e da imitare (alludendo al proprio fratello carnale Francesco Benedetto, la cui morte, nel 1767, era stata motivo e causa della pubblicazione a stampa dell'opera Rime degli Accademici Industriosi del 1769) il "celebre Signor Titon du Tillet (Gloria, e splendore non meno della Francia, ove nacque, che della nostra Palermitana Accademia del Buon Gusto, alla quale volle esse ascritto)".  Si trattava del secrétaire du Roi et directeur général des magasins d'armes sous Louis XIV, indicato come modello massonico di uomo da imitare, in un suo carme, da Paul Desfogres-Maillard. L'Oriuolo, inoltre, alludeva all'Universo (Macrocosmo) mosso, come un'Ingegnosa Industre Macchina, dall'istancabile Eterna Mente di DEUS UNUS, e cioè dal Grande Orologiaio (una metafora del massonico Grande Architetto dell'Universo).
L’Accademia degli Industriosi di Gangi era una cellula filogiansenistica che si attivò a Gangi, relativamente alla pubblicazione di opere a stampa, nel 1758 (data di pubblicazione a stampa della sua prima opera, a Palermo) e che restò attiva almeno fino al 1777 (data di pubblicazione a stampa dell'ultima sua opera, sempre a Palermo). Per quanto riguarda l’organizzazione di adunanze pubbliche, verosimilmente si attivò anche prima del 1758. Protetta da Tommaso Moncada de' principi di Calvaruso, prima, e dal noto e potente giansenista Gabriello Maria Di Blasi, dopo, entrambi arcivescovi di Messina, oltre che da Francesco Benedetto Bongiorno, fino al 1767, anno della sua morte, nonché assai vicina a certi ambienti di Napoli e alla corona reale, essa era inserita in un più ampio circuito siciliano giansenista e filogiansenista, molte volte anche filomassonico, che fu attivo, in buona parte della Sicilia, proprio nel ventennio 1750-1770. In quel periodo, i vescovi delle più importanti diocesi siciliane erano giansenisti.  L’attività di propaganda di tale circuito siciliano giansenista ebbe inizio, a Palermo, grazie ai domenicani, ai benedettini e ai quesnellisti ed era effettuata mediante la pubblicazione di opere a stampa. Nel 1758 (data di pubblicazione a stampa della prima opera dell'Accademia degli Industriosi) tale circuito era assai potente, mentre nel 1777 (data di pubblicazione dell'ultima opera a stampa dell'Accademia degli Industriosi di Gangi) cominciò a mostrare chiari sintomi di cedimento. Alla fine, dopo una breve parabola di un ventennio, dagli anni 50 agli anni 70, esso risultò sconfitto, in tutta la Sicilia. Gli Accademici Industriosi di Gangi facevano propaganda essoterica filogiansenistica (in modo episcopalista e anticurialista) e, allo stesso tempo, lavoravano esotericamente su loro stessi, e cioè sulla loro elevazione verso il Cielo, il Sole e la Luce. Essi cioè, nel costruire un tempio sociale (fondato sul Decoro, sulla Grazia, sulla Ragione, sulla Giustizia e sulla Pace) con fondamenta religiose filogiansenistiche, costruivano, allo stesso tempo, anche il loro tempio interiore, coniugando macrocosmo e microcosmo, religione (vera e esatta religione) e patria. Nel fare tale propaganda essoterica e tale lavoro esoterico su loro stessi, utilizzavano anche elementi filomassonici (tradizione iniziatica e ideale massonico di uomo: vedi TitonduTillet, modello filogiansenistico e filomassonico di uomo che può essere ricavato dalle opere pubblicate a stampa dagli Accademici Industriosi).
Un "concetto morale e religioso", come scriveva Santi Naselli nel 1968, "pervade tutti gli affreschi del Palazzo, espressione del profondo sentimento religioso di tutti i componenti la famiglia Bongiorno", e cioè dei tre fratelli (Francesco Benedetto, Gandolfo Felice e Cataldo Lucio), e non del solo Cataldo Lucio, che era abate (come, invece, sostenuto da alcuni, ma senza riscontri documentali). Tale comune sentimento religioso, però, non era cattolico, come sosteneva Naselli, ma filogiansenista, come emerge chiaramente dall'affresco "Fides sine operibus - Mortua est: il Divin Redentore, la Grazia, la Ragione, la Giustizia e la Corruzione umana" interpretato in sinossi con l'affresco della navata della Chiesa Santuario dello Spirito Santo di Gangi, con un dipinto su una bara in legno custodita nella "fossa di parrini murti" a Gangi, presso una cripta della Chiesa Madre, e mediante alcuni concetti ricavati dalle opere pubblicate a stampa dall'Accademia degli Industriosi di Gangi.
Già nel 1986, Siracusano, facendo riferimento all'opera pubblicata dal Naselli nel 1968, aveva osservato che Gaspare Fumagalli, nell'affrescare Palazzo Bongiorno, si era ispirato agli affreschi del Maratta e del Chiari di Palazzo Altieri, a Roma. Nel 1998, Bongiovanni, riprendendo gli input di Naselli e di Siracusano, aveva osservato che, nelle decorazioni almeno di un affresco di Palazzo Bongiorno (raffigurante Mesi e fasi del giorno), Fumagalli si era rifatto esplicitamente all'Iconologia di Cesare Ripa, mentre nei paesaggi, ma in modo minore, si era rifatto alle composizioni pittoriche del Locatelli. Ecco cosa scrivevano Maria Concetta Di Natale, Elena Lentini e Guido Meli, nel 1992, circa l'affresco "Sic floret decoro decus": "La scena che si rifà al Decoro vede sdoppiata in due figure la sua rappresentazione, come peraltro sembra suggerire il cartiglio mostrato da un puttino in basso che reca la scritta 'Sic floret decoro decus'. Elementi simbolici inerenti sono nell'una la pelle di leone e la gamba destra con un coturno, nell'altra la ricca veste, la corona di amaranto sul capo e il piede sinistro con lo zoccolo".
Una recente ricerca di Pinello, che ha sviluppato questi input di Naselli, di Siracusano, di Bongiovanni e di Di Natale, ha consentito di mostrare come l'affresco "Clementia Mundi: il VITRIOL", del Fumagalli, in realtà sia una copia dell'affresco di Palazzo Altieri, del Maratta, "Allegoria (Trionfo o Elogio) della Clemenza". La parte superiore dell'affresco di Palazzo Bongiorno, però, risulta completamente diversa da quella di Palazzo Altieri: mentre l'affresco di Palazzo Altieri rappresenta temi papalini e curialisti (le insegne pontificie e le chiavi), l'affresco di Palazzo Bongiorno (che è filogiansenista e, quindi, anticurialista, nonché filomassonico) rappresenta la parte superiore della struttura del VITRIOL (Il Sole e la Luna che convergono nel calice Mercurio). Per l'interpretazione di tale affresco, la recente ricerca che abbiamo qui menzionato si è avvalsa dell'iconologia della "Clemenza" di Pietro Bellori (utilizzata dal Maratta per la realizzazione dell'affresco di Palazzo Altieri) e dell'Iconologia di Cesare Ripa, utilizzata da Pietro Bellori per la sua iconologia della "Clemenza", nonché da Fumagalli per la realizzazione degli affreschi di Palazzo Bongiorno. Per leggere e interpretare le differenze tra i due affreschi, si è avvalsa, inoltre, di alcuni concetti espressi dagli Accademici Industriosi nelle opere pubblicate a stampa dell'Accademia degli Industriosi di Gang.
Sempre la recente ricerca di Pinello, alla quale facciamo qui riferimento, ha mostrato come il Fumagalli e i Bongiorno, nell'affresco di Palazzo Bongiorno "Sic floret decoro decus: il comportamento decoroso nei rapporti interpersonali, secondo Grazia Ragione e Giustizia" (affresco di chiaro tema filomassonico che va collegato all'altro affresco del palazzo, anch'esso di chiaro tema filomassonico, "Iustitia et Pax osculatae sunt: il comportamento decoroso nelle relazioni interpersonali, secondo Grazia Ragione e Giustizia, genera la Pace sociale, mediante il Cuore"), nel motto ("Sic floret decoro decus") e nei concetti fondamentali delle icone, hanno ripreso temi riconducibili alla figura universale del "Decoro" di Giovanni Zarantino Castellani, all'incisione del "Decoro" di Carlo Grandi, all'Iconologia di Cesare Ripa (in una delle sue successive riedizioni) e alla statua del "Decoro" della cappella Sansevero di Napoli (piena zeppa di simboli massonici e, oggi, museo), commissionata dal principe Raimondo di Sangro al massone Antonio Corradini. Raimondo Di Sangro era un potente massone napoletano, gran maestro, assai vicino al "fratello" principe di Calvaruso, maestro venerabile, e alla famiglia Moncada: l'arcivescovo di Messina Tommaso Moncada de' principi di Calvaruso, per un certo periodo, fu protettore dell'Accademia degli Industriosi di Gangi.
Un concetto formulato da Gandolfo Felice Bongiorno (principe dell'Accademia degli Industriosi di Gangi), in un suo discorso pubblicato a stampa, inoltre, consente di mettere in relazione i concetti filomassonici del decoro, della ragione e della Giustizia con il concetto filogiansenistico della Grazia (lo Spirito Santo, la "Clementia Mundi"), fornendo la chiave di lettura dell'altro affresco di Palazzo Bongiorno "Fides sine operibus - Mortua est: il Divin Redentore, la Grazia, la Ragione, la Giustizia e la Corruzione umana".
Nel 1967 il Comune di Gangi acquisisce l'immobile. Nei primi anni degli anni ottanta si svolgono alcuni lavori di restauro e di consolidamento. Un ulteriore intervento si è da poco ultimato ed ha riguardato l'ala nord. Oggi, il palazzo è sede del Consiglio Comunale e di altri uffici.